# 曾家進
曾家進（Tsang Ka Chun，2001年11月10日—），生於香港，香港足球運動員，司職後衞，現時效力香港超級聯賽球會九龍城。

## 球員生涯
2019/20及20/21球季，曾家進曾五次為理文上陣出戰菁英盃。
2022/23球季，曾家進加盟駿英九龍城，並得到教練團的信任，獲得穩定的上陣機會，在第24週的賽事主場迎戰葵青射入加盟以來的首個入球。
2023/24球季，曾家進仍然能夠在激烈的位置競爭下獲得正選一席，並在關鍵的榜首大戰主場迎戰中西區射入關鍵入球協助球隊以三比二勝出。他是球隊奪冠的重要一員。2024/25球季，曾家進隨隊升上港超聯。